# Колобовка (Волгоградская область)
Колобовка — село в Ленинском районе Волгоградской области, административный центр и единственный населённый пункт Колобовского сельского поселения.
Население — 1002 (2021) человека.

## История
Село возникло на месте населённого пункта Золотой Орды.. В XIX—XX вв. высказывалось предположение о локализации на месте Колобовского поселения Золотой Орды города XIV в. Гюлистана (Сада Роз). А. В. Пачкаловым, на основании изучения монетных находок, было высказано предположение, что Колобовское поселение связано с названием Гюлистан ал-Джедид (Новый Гюлистан), так как расцвет поселения пришелся на вторую половину 1360-х годов, когда проводилась чеканка монет в Новом Гюлистане.
В XIX в. село относилось к Царевскому уезду Астраханской губернии. В 1859 году в селе Колобовщина (Растегаевка) имелось 275 дворов, православная церковь, проживало 1053 души мужского и 1034 женского пола.
Согласно Памятной книжке Астраханской губернии на 1914 год в селе проживали 2475 мужчины и 2474 женщины. Село относилось к Колобовской волости Царевского уезда. За селом было закреплено 18 455 десятин удобной и 15 239 неудобной земли.
В 1919 году село в составе Царевского уезда было включено в состав Царицынской губернии. В 1928 году село включено в состав Ленинского района Сталинградского округа (округ упразднён в 1930 году) Нижне-Волжского края (с 1934 года — Сталинградского края), с 1936 года — Сталинградской области.

## Общая физико-географическая характеристика
Село расположено на левом берегу реки Ахтуба, на границе Волго-Ахтубинской поймы и полупустынных областей Прикаспийской низменности, между селом Солодовка и хутором Стасов, на высоте 7 метров над уровнем мирового океана. Почвенный покров комплексный: в Волго-Ахтубинской пойме распространены пойменные луговые почвы, над поймой — солонцы (автоморфные) Светло-Каштановые и Бурые пустынно-степные солонцеватые и солончаковые почвы.
По автомобильной дороге расстояние до областного центра города Волгограда составляет 81 км, до районного центра города Ленинска — 25 км, до города Знаменск Астраханской области — 25 км. Через село проходит региональная автодорога автодорога Астрахань — Волжский — Энгельс — Самара. В 4 км к востоку от села расположена железнодорожная станция Колобовка железнодорожной линии Разгуляевка — Верхний Баскунчак Приволжской железной дороги.
Климат
Климат резко-континентальный, засушливый (согласно классификации климатов Кёппена-Гейгера — Dfa). Среднегодовая температура воздуха положительная и составляет + 8,4 °C, средняя температура самого холодного месяца января — 7,7 °C, самого жаркого месяца июля + 24,5 °C. Расчётная многолетняя норма осадков — 346 мм. Наименьшее количество осадков выпадает в марте и апреле (по 21 мм), наибольшее в июне (38 мм)
Часовой пояс
Колобовка, как и вся Волгоградская область, находится в часовой зоне МСК (московское время). Смещение применяемого времени относительно UTC составляет +3:00.

## Население
| 1859 | 1897 | 1900 | 1904 | 1908 | 1911 | 1914 | 2002 |
| ---- | ---- | ---- | ---- | ---- | ---- | ---- | ---- |
| 2087 | 3190 | 3583 | 4597 | 4133 | 4658 | 4949 | 1096 |

| 2010 | 2012  | 2013  | 2014  | 2015 | 2016 | 2017 |
| ---- | ----- | ----- | ----- | ---- | ---- | ---- |
| 862  | ↗870  | ↗871  | ↘870  | ↘861 | ↘828 | ↗831 |
| 2018 | 2019  | 2020  | 2021  |      |      |      |
| ↘816 | ↗1024 | ↘1022 | ↘1002 |      |      |      |

## Памятники
Бюст Святого князя Александра Невского. Открыт 10 июня 2022 года